# Louis Koch
Louis Koch, född 1903, var en schweizisk bobåkare. Han deltog vid olympiska vinterspelen 1928 i Sankt Moritz och kom på åttonde plats i fyrmansbob.